# Air Antilles
Air Antilles è stata una compagnia aerea regionale con base presso l'aeroporto Internazionale di Pointe-à-Pitre a Guadalupa che effettuava servizi di linea e stagionali in tutte le Antille francesi.

## Storia

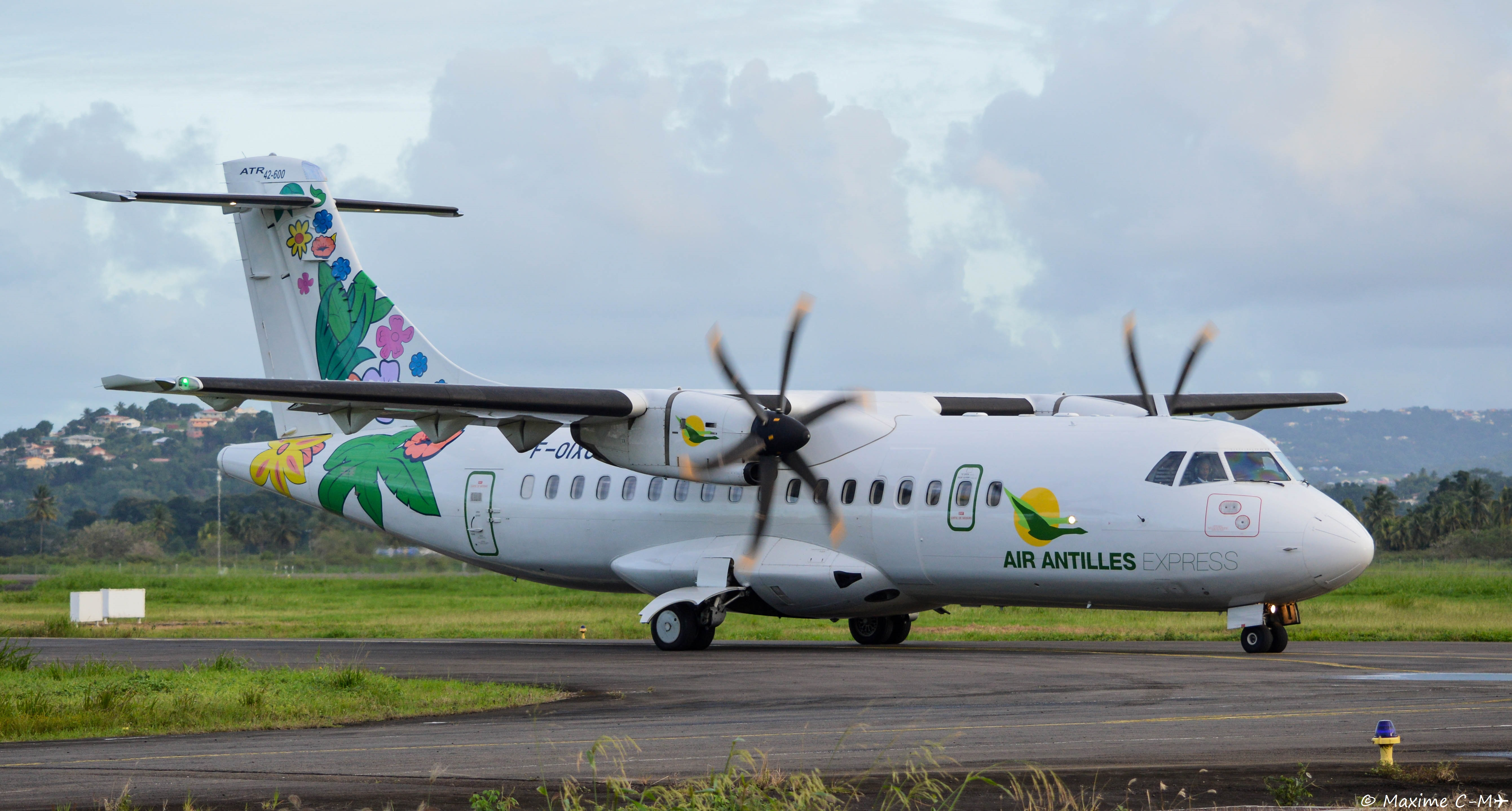
ATR 42-600 in rullaggio nell'aeroporto della Martinicca.

La compagnia aerea aveva iniziato le operazioni il 18 dicembre 2002 con la ragione sociale Air Antilles Express, sussidiaria di Air Guyane, a sua volta controllata dal Gruppo C.A.I.R.E-Compagnie Aérienne Inter Régionale Express della Guadaluppa. Si trattava di un altro marchio per le operazioni nei Caraibi ed entrambe le società condividevano l'indicativo di chiamata e i codici IATA e ICAO. La flotta era costituita solo da ATR 42.
Nel dicembre 2016, l'azienda cambiava nome in Air Antilles, si scrollava di dosso la paternità di Air Guyane e adottava una nuova livrea in occasione della consegna del primo ATR 72-600. La flotta utilizzava peraltro ATR 42 e DHC 6 noleggiati da terzi. Nonostante le buone prospettive la concorrenza nell'area caraibica si faceva sempre più intensa, con l'arrivo di nuove ed inaspettate presenze anche dall'estero. Mentre il traffico stagnava le spese crescevano nel settembre 2023 il gruppo CAIRE veniva sciolto. Air Antilles avrebbe dovuto essere ricreata tramite un partenariato pubblico-privato. In realtà, tristemente, le attività di volo cessavano il giorno 29 del mese istesso.
Nel dicembre 2024, l'Autorità Garante della Concorrenza della Francia ha inflitto ad Air Antilles una multa di 1,5 milioni di €uro, che sarà pagata dalla nuova società-madre, K Finance, per aver stipulato un illecito accordo sulle tariffe al pubblico con la concorrente Air Caraïbes. A quest'ultima è stata affibbiata una sanzione di 13 milioni di €uro. Il motivo? Tra il 2015 e il 2019, le due aziende avevano ritoccato per tre volte i prezzi e le condizioni tariffarie sui collegamenti tra le isole dei Caraibi francesi e le destinazioni all'estero. I collegamenti oggetto dell'inciucio erano da Pointe-à-Pitre a Fort-de-France, oltre ai voli tra queste due città e Saint Martin, Saint Lucia e Santo Domingo.

## Flotta
Nell'agosto 2023, la flotta Air Antilles è così composta:
| Aereo                                | In servizio | Passeggeri | Appunti        |  |
| ------------------------------------ | ----------- | ---------- | -------------- |  |
| ATR 72-600                           | 2           | 48         |                |  |
| ATR 42-500                           | 3           | 72         |                |  |
| ATR 42-600                           | 1           | 72         |                |  |
| De Havilland Canada DHC-6 Twin Otter | 1           | 19         | (uno inattivo) |  |
| Totale                               | 7           |            |                |  |

## Incidenti
- Il 24 agosto 2023, il volo 3S722 della Air Antilles è uscito di pista presso l'aeroporto di Saint Jean Gustaf III a Saint Barthélemy pochi istanti dopo l'atterraggio. L'aereo coinvolto era un De Havilland Canada DHC-6 Twin Otter, registrato con matricola F-OMYS. Sebbene nessuno dei sei passeggeri del Twin Otter abbia riportato ferite gravi, l'impatto ad alta velocità ha causato danni sostanziali all'aeromobile.[4] I piloti hanno attribuito la perdita del controllo direzionale a un problema dello sterzo. Inoltre, alcune registrazioni dimostrano che il F-OMYS aveva già manifestato difficoltà di sterzata durante il rullaggio all'aeroporto di Saint Barthélemy appena dieci giorni prima dell'incidente.[5] A seguito di questo evento, la compagnia aerea Air Antilles ha temporaneamente sospeso i voli per Saint Barthélemy.[6]